# Lei dos Serviços de Segurança Privada
A Lei dos Serviços de Segurança Privada (em birmanês: ပုဂ္ဂလိကလုံခြုံရေးဝန်ဆောင်မှုဆိုင်ရာဥပဒေ) de Mianmar é uma peça legislativa promulgada pelo Conselho Administrativo de Estado, a junta militar governante, em 18 de fevereiro de 2025. Esta lei estabelece um quadro regulamentar abrangente para os serviços de segurança privada em Mianmar, com o objetivo de colocar as empresas de segurança privada nacionais e estrangeiras sob uma supervisão governamental mais rigorosa e de garantir a sua cooperação com o aparato de segurança estatal. Notavelmente, a lei foi elaborada para acomodar os interesses da China no país, particularmente no que diz respeito aos seus extensos investimentos e projetos, incluindo aqueles relacionados à Iniciativa do Cinturão e Rota.

## Contexto
Antes desta lei, Mianmar carecia de um arcabouço legal específico e abrangente para serviços de segurança privada, com as regulamentações existentes fragmentadas e frequentemente desatualizadas. A lei surgiu quase quatro meses após o regime do Conselho Administrativo de Estado ter formado um comitê de trabalho para assinar um memorando de entendimento sobre o estabelecimento de uma empresa de segurança em regime de joint venture, em 22 de outubro de 2024. O governo chinês pressionava persistentemente o regime militar mianmarense para proteger projetos e empresas chinesas, bem como a segurança de seus funcionários, e foi a China que propôs a formação de uma empresa de segurança em regime de joint venture.
Desde o golpe de Estado em Mianmar em 2021, o regime perdeu o controle sobre grandes extensões de território, desde áreas próximas à fronteira China–Mianmar, no norte e nordeste de Mianmar, até o estado de Rakhine, no oeste do país, onde estão localizados projetos chineses cruciais para sua Iniciativa Cinturão e Rota. Com muitas áreas de projetos controladas por organizações armadas étnicas e grupos revolucionários, observadores sugeriram que a China decidiu enviar suas próprias empresas de segurança a Mianmar para resolver a situação por conta própria.

## Principais disposições
A lei prevê um arcabouço jurídico específico e abrangente para serviços de segurança privada, regulamentando um crescente setor de segurança privada e protegendo os investimentos estrangeiros, particularmente os interesses chineses. A legislação é vista por muitos analistas como especificamente elaborada para atender ao desejo da China de proteger seus extensos investimentos e projetos em Mianmar, incluindo aqueles relacionados à Iniciativa Cinturão e Rota, especialmente em áreas onde a junta militar mianmarense perdeu o controle para as forças rebeldes. Essa lei permite que empresas estrangeiras de segurança privada, potencialmente compostas por ex-militares chineses, operem com armas. Também exige explicitamente a cooperação entre empresas de segurança privada e organizações de segurança estatais, ampliando efetivamente as capacidades de vigilância e execução do regime militar. No contexto de Mianmar, isso poderia levar as forças de segurança privadas a auxiliarem o regime na repressão de dissidentes e, potencialmente, a serem cúmplices de abusos de direitos humanos, dada a ampla definição de "crime" da junta.
De acordo com a lei, as empresas de serviços de segurança privada devem obter licenças do Comitê Central de Supervisão de Serviços de Segurança Privada, presidido pelo Ministro do Interior. Igualmente define qualificações, requisitos operacionais e obrigações para o pessoal de segurança. As empresas de segurança privada licenciadas podem solicitar licenças para porte de armas de fogo e munições, com a aprovação do Conselho Nacional de Defesa e Segurança.

## Críticas
A Lei de Serviços de Segurança Privada recebeu críticas de diversas organizações da sociedade civil e analistas devido a preocupações com direitos humanos, questões constitucionais e influência estrangeira em assuntos internos. A exigência explícita de que empresas de segurança privada cooperem com a segurança estatal e com a aplicação da lei suscita temores de que essas empresas possam se tornar uma extensão do aparato de vigilância e execução do regime militar, potencialmente suprimindo as liberdades civis, a liberdade de associação e a liberdade de expressão. Também existem preocupações quanto à falta de disposições específicas para treinamento em direitos humanos no uso da força ou violência de gênero.
Os críticos argumentam que a lei pode ser um meio para o Conselho Administrativo de Estado contornar as disposições constitucionais que proíbem o posicionamento de tropas estrangeiras em Mianmar, permitindo que empresas estrangeiras de segurança privada, potencialmente compostas por ex-militares estrangeiros, operem com armas.
A lei permite que empresas de segurança chinesas estabeleçam oficialmente presença em Mianmar, visto que projetos chineses estão espalhados por todo o país. Essas empresas podem fornecer serviços de segurança não apenas para organizações, projetos e empresas chinesas, mas também para eventos públicos nos quais cidadãos e equipamentos chineses estejam envolvidos. Há dúvidas sobre quanta influência a junta militar terá sobre as empresas de segurança que a China envia, especialmente considerando que o governo chinês prometeu fornecer ao Ministério do Interior 5 milhões de yuans (cerca de US$ 686.000). O regime militar mianmarense depende muito na China não apenas para manter seu poder num contexto de uma revolta armada nacional, mas também para apoio diplomático no cenário internacional.

## Nota
- Este artigo foi inicialmente traduzido, total ou parcialmente, do artigo da Wikipédia em inglês cujo título é «Private Security Services Law».